# راه‌پیمایی زنان به سوی ورسای

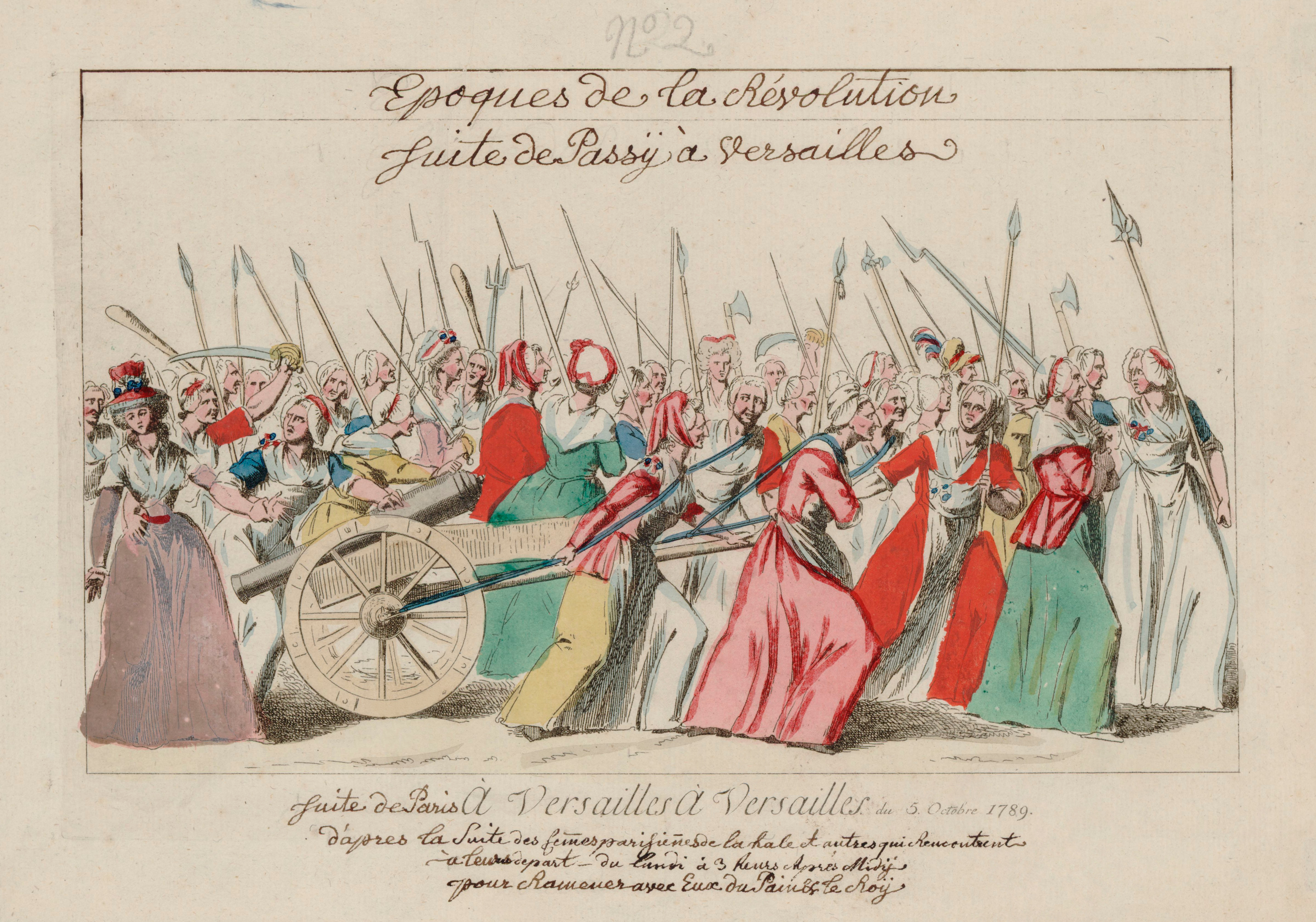
تابلویی از راهپیمایی زنان به سوی کاخ ورسای در ۵ اکتبر ۱۷۸۹

راهپیمایی زنان به سوی ورسای (انگلیسی: Women's March on Versailles) همچنین راهپیمایی اکتبر یا به‌طور خلاصه راهپیمایی ورسای نامیده می‌شود. راهپیمایی ورسای که یکی از اولین و مهم‌ترین رویدادهای انقلاب فرانسه به‌شمار می‌رود در صبح روز ۵ اکتبر سال ۱۷۸۹ توسط زنان در بازار پاریس آغاز شد. علت این راهپیمایی نایابی و قیمت بسیار بالای نان در پاریس بود.

## راه‍پیمایی برای نان – عقب‌نشینی پادشاه
در چنین روزی جمعیتی از زنان که برای خانواده‌هایشان نان می‌خواستند با دیگر گروه‌های ناراضی در پاریس از جمله تعدادی از مردان به سوی کاخ ورسای راهپیمایی کردند و در حالی که در زیر باران خیس شده بودند به ورسای رسیدند. آن‌ها خواهان آن شدند که برای طرح موضوع نان و گرانی و نایابی آن در پاریس با لویی شانزدهم پادشاه وقت فرانسه دیدار کنند. پادشاه موافقت کرد که با تعدادی از این زنان ملاقات کند و به آن‌ها قول داد تا در همان کاخ ورسای نان را در میان جمعیت تقسیم کند. با وارد شدن گارد ملی به صحنه پادشاه تصمیم گرفت که از حرفش عقب‌نشینی کند چرا که موضوعات پاریس پیچیده بود. تعدادی از زنان خودشان را به محل سکونت ماری آنتوانت همسر پادشاه رساندند ولی او از یک مسیر مخفی فرار کرد. مردم خودشان را به نزدیکی اتاق پادشاه رساندند. پادشاه موافقت کرد که در بالکن خانه‌اش با مردم صحبت کند. او گفت: «دوستان من! من با همسر و فرزندانم به پاریس می‌رویم.» با این عقب‌نشینی شاه دیگر به ورسای بازنگشت.

## تسلیح تظاهرکنندگان

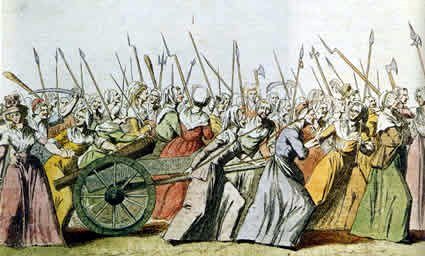
این تصویر راهپیمایی زنان در ورسای را نشان می دهد. لویی شانزدهم موافقت کرد که آنها را به پاریس همراهی کند

تظاهرات زنان به سرعت با فعالیت‌های انقلابیونی که برای کشورشان به دنبال اصلاحات سیاسی لیبرال و سلطنت مشروطه بودند در هم تنیده شد. بسرعت تجمع آن‌ها به هزاران نفر رسید. با تشویق آشوبگران انقلابی، آن‌ها اسلحه‌خانه پاریس را غارت کردند و راهپیمایی مسلحانه آن‌ها به سوی کاخ ورسای شروع شد. جمعیت کاخ را محاصره کرد و در یک رویارویی دراماتیک و خشن، آن‌ها موفق شدند که خواسته‌هایشان را به پادشاه لویی شانزدهم تحمیل کنند. جمعیت تظاهرکننده با این پیشروی پادشاه، خانواده او و اغلب نمایندگان پارلمان را وادار کردند که با آن‌ها به پاریس برگردند.